# جزيرة كوس
قُوص (باليونانية: Κως) هي إحدى الجزر اليونانية التي تشكل جزءاً من مجموعة جزر الـدوديكانيسيا.

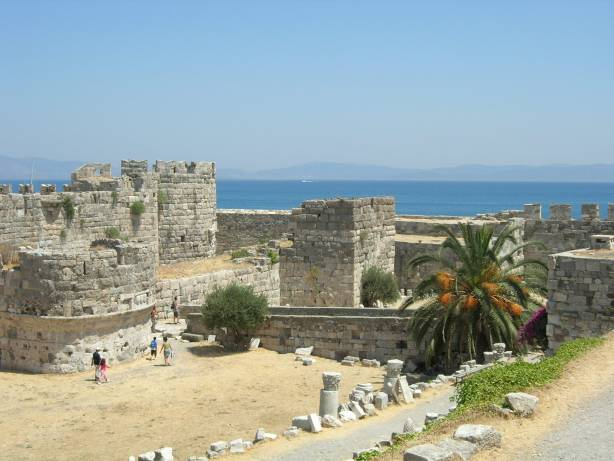
قلعة نيراتزيا في قوص

مركزها مدينة قوص التي تحمل نفس الاسم، وهي مشهورة في التاريخ بأنها موطن الطبيب الإغريقي أبقراط.

## توأمة
لقوص (جزيرة) اتفاقيات توأمة مع كل من:
- مونبلييه
- شاتيناي مالابري

## معرض صور

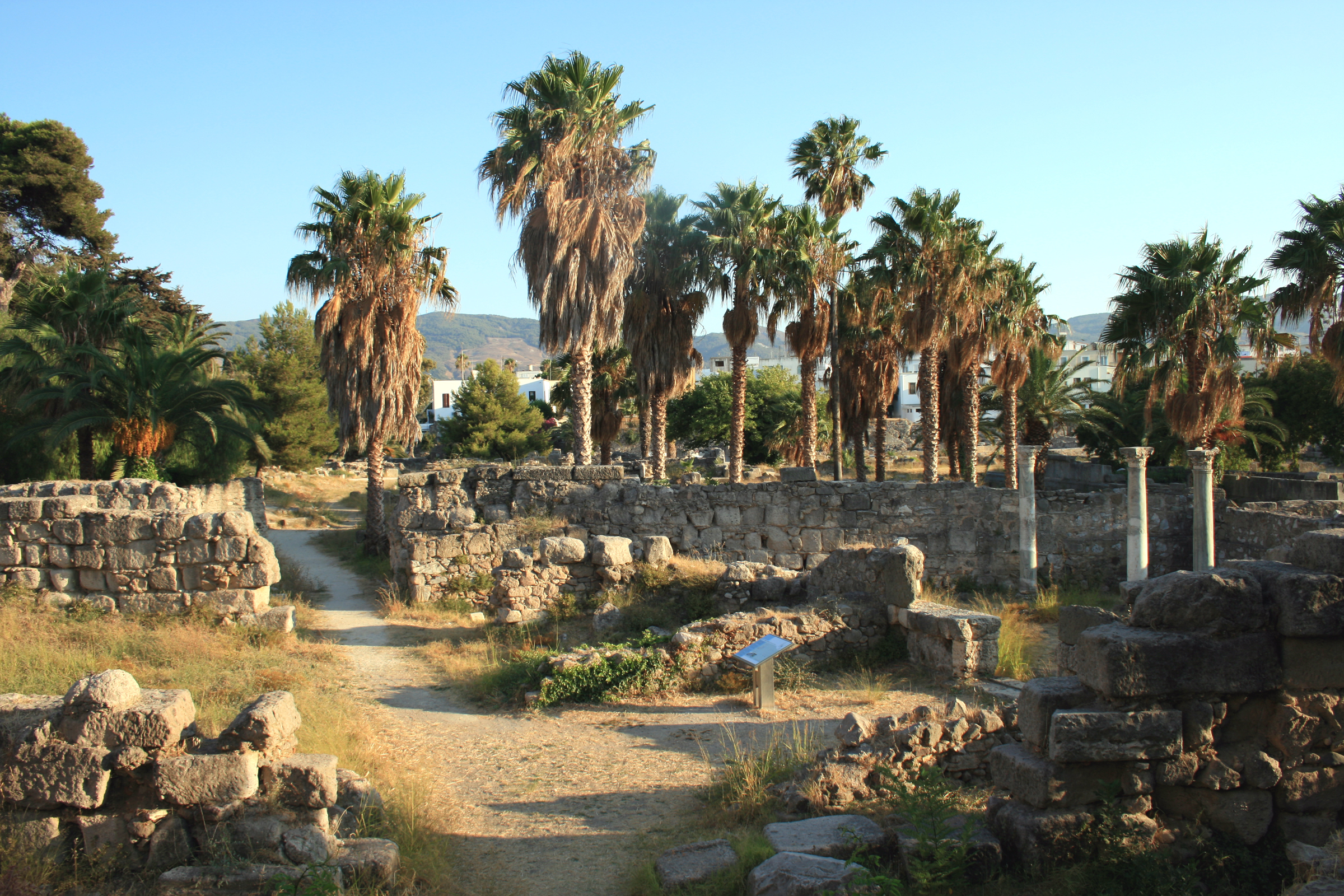
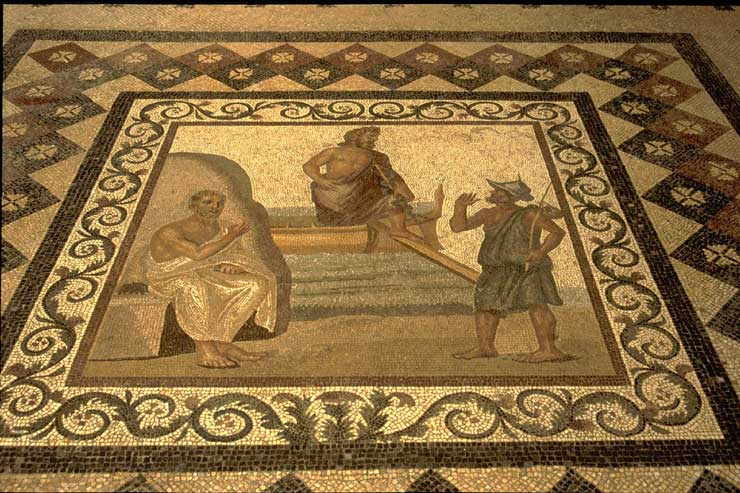
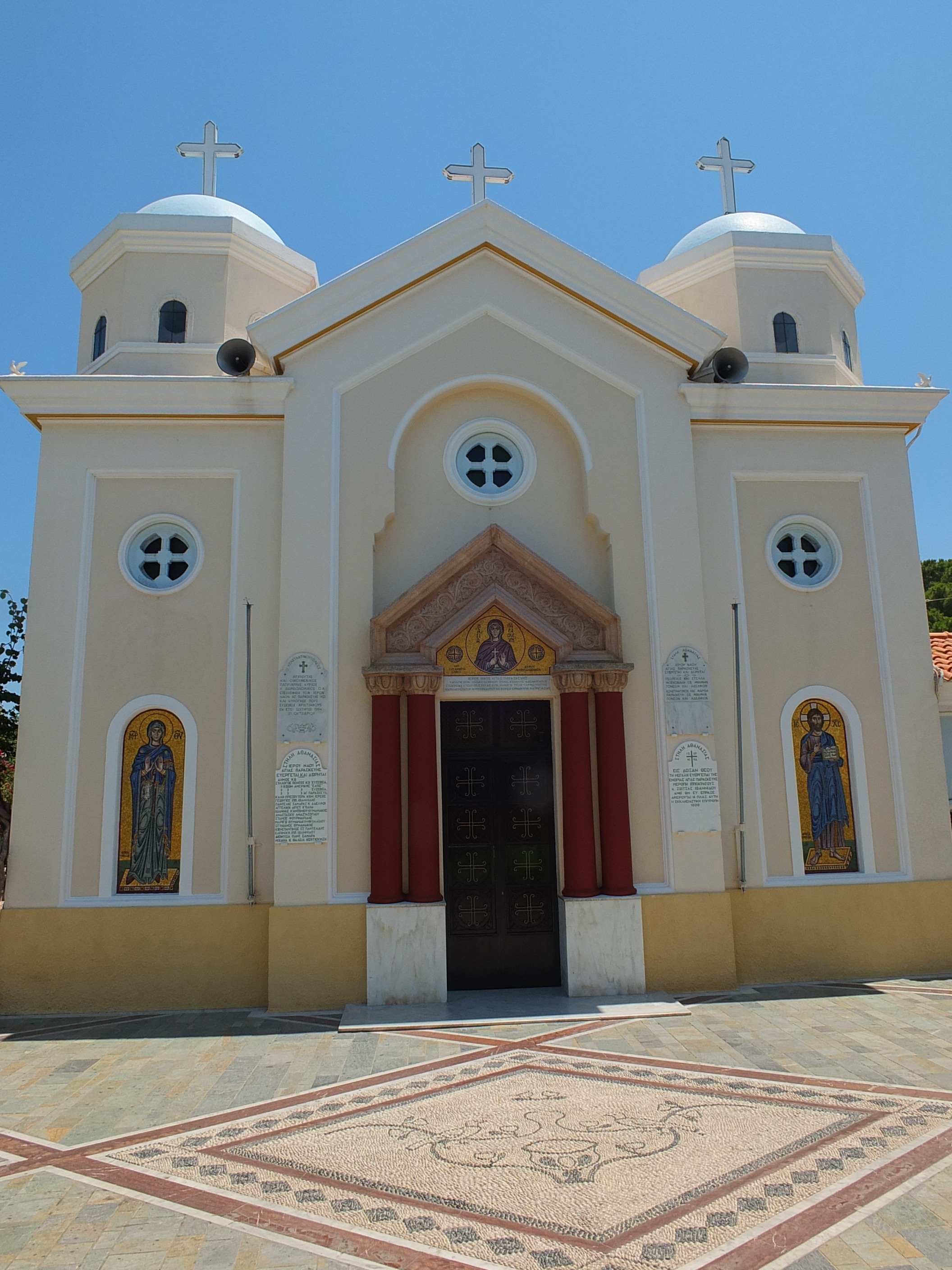
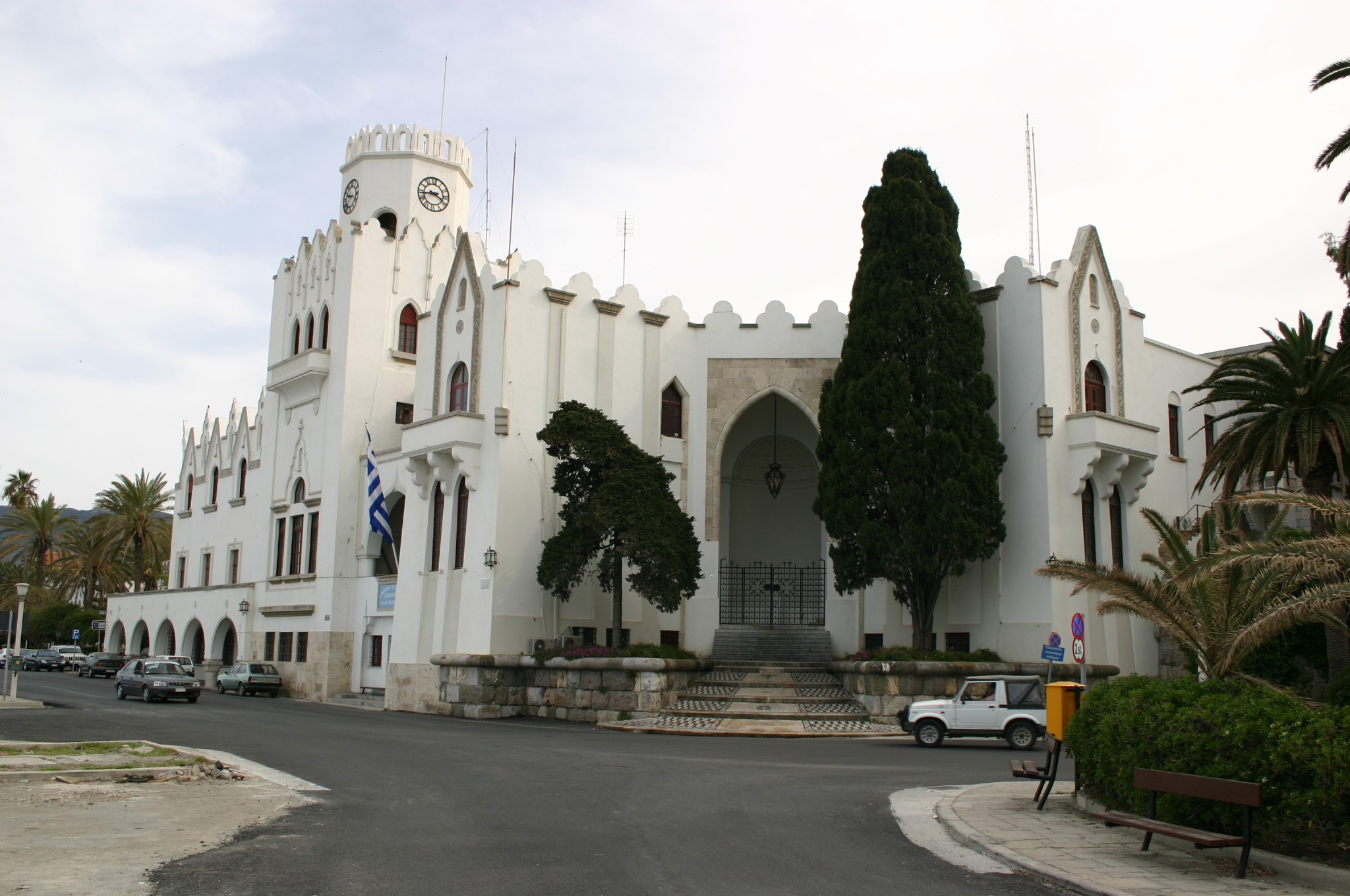
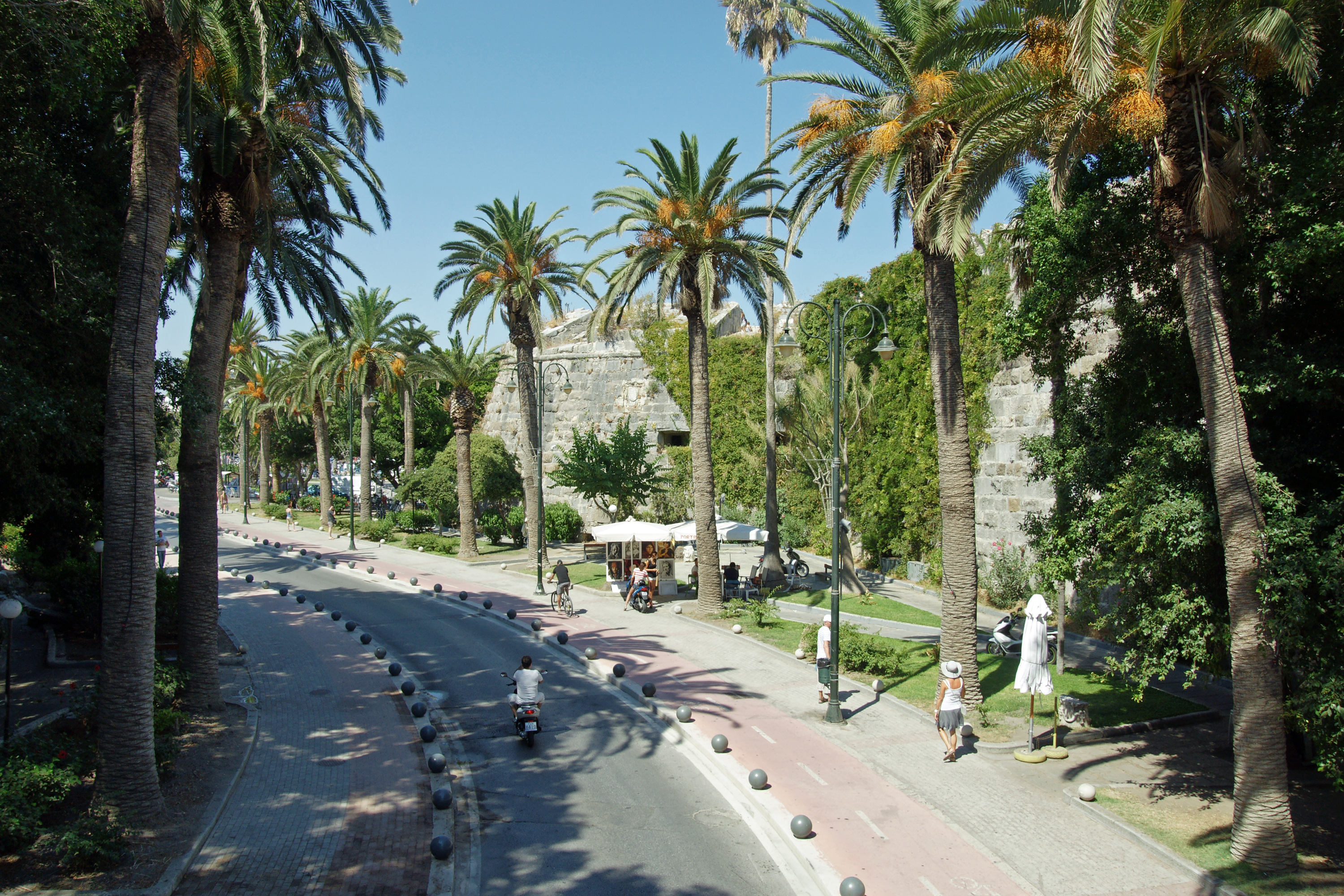

## أعلام
- أبيليس
- محمد خزندار
- ستيرغوس مارينوس
- إبيكارموس
- بطليموس الثاني
- ميلياغروس
- أبقراط
- إبراهيم حلمي باشا